# Kate Greenaway
Catherine Greenaway (Hoxton, 17 marzo 1846 – Londra, 6 novembre 1901) è stata un'artista e scrittrice britannica, nota per le sue illustrazioni in libri dedicati ai bambini.
Studiò disegno grafico e arte tra il 1858 e il 1871 alla Royal College of Art, alla Royal Female School of Art e alla Slade School of Fine Art. Iniziò la sua carriera progettando per il fiorente mercato delle carte vacanza, producendo cartoline di Natale e di San Valentino. Nel 1879 Edmund Evans, incisore e stampatore di blocchi di legno, stampò Under the Window, un best seller istantaneo, che confermò la sua reputazione. La sua collaborazione con Evans continuò per tutto il 1880 e il 1890.
Le raffigurazioni di bambini in costumi immaginari del XVIII secolo in stile Regina Anna erano estremamente popolari in Inghilterra e a livello internazionale, scatenando lo stile di Kate Greenaway. A pochi anni dalla pubblicazione di Under the Window, il lavoro di Greenaway fu imitato in Inghilterra, Germania e Stati Uniti.

## Biografia
Kate Greenaway nacque a Hoxton, nei pressi di Londra, da una famiglia della classe operaia. Sua madre Elisabetta era una sarta e suo padre John un incisore che abbandonò stabilmente il lavoro con la ditta di incisioni di Ebenezer Landells per intraprendere un'attività in proprio. Quando Greenaway era molto giovane, accettò una commissione per fornire le illustrazioni incise a una nuova edizione de Il Circolo Pickwick di Charles Dickens, mandando la sua giovane famiglia lontano dai parenti nelle campagne per stare in solitudine mentre produceva le incisioni. I primi ricordi di Kate appartengono a Rolleston, nel Nottinghamshire, che la influenzò profondamente. Era un posto in cui tornava spesso durante l'infanzia. La studiosa di letteratura per bambini Humphrey Carpenter spiega che per Greenway fu periodo «cruciale… sentiva che era la sua vera casa, un paese della mente che poteva sempre reimmaginare». Dopo essere tornata nelle sporche strade di Londra, Rolleston divenne un luogo da visitare nella sua mente e abbellire costantemente.
L'editore che commissionò il lavoro di John Greenaway fallì, lasciando la famiglia senza reddito. Quando Elizabeth Greenaway tornò da Rolleston con i bambini, la famiglia si trasferì a Islington, dove aprì un negozio di abbigliamento per bambini, che attirò clienti benestanti. La famiglia viveva nell'appartamento sopra il negozio e la giovane Kate, spesso lasciata a se stessa per esplorare,  trascorse molte ore nel giardino del cortile chiuso, in seguito scrivendo nella sua incompiuta autobiografia come un luogo pieno di «ricchezza di colore e profondità dell’ombra».
John Greenaway provvide per sua madre e le due sorelle, nonché per la sua stessa famiglia. Svolse lavori di incisione frammentaria, di solito per pubblicazioni settimanali, come The Illustrated London News. Lavorava spesso alla scultura in legno per tutta la notte davanti al fuoco. A Kate piaceva guardarlo, e attraverso il suo lavoro fu esposta alle illustrazioni di John Leech, John Gilbert e Kenny Meadows.
La giovane Greenaway si appassionò alle versioni chapbook di fiabe per bambini, come La bella addormentata, Cenerentola e La bella e la bestia, così come alle edizioni illustrate di Shakespeare.  Le incisioni di suo padre la esponevano a notizie settimanali, alcune delle quali erano piuttosto orribili, come la serie delle sue illustrazioni per Illustrated London News del 1856 sull'assassino William Palmer.

## Istruzione e primi lavori
Nel 1857, all'età di 12 anni, iniziò le lezioni notturne presso la vicina Finsbury School, una filiale locale della South Kensington School of Art partecipando al National Course of Art Training nelle arti decorative. Corsi notturni, aperti solo alle donne, furono offerti in disegno, pittura su porcellana, incisione su legno e litografia. Si iscrisse a tempo pieno un anno dopo. Il curriculum, ideato da Henry Cole, aveva lo scopo di formare gli artigiani nella progettazione di carta da parati, piastrelle e tappeti decorativi. Sottolineava la stretta aderenza alla copia di elementi geometrici e botanici senza creatività. Vi furono quattro fasi di corsi, che completò nel 1864 prima di frequentare la Royal Female School of Art.
Il preside della Royal Female School of Art era Richard Burchett, che Elizabeth Thompson descrisse come «un uomo barbuto, con il teschio di velluto e gli occhi freddi». Greenaway era piuttosto timida e considerava se stessa semplice e poco attraente rispetto agli altri studenti. Eppure divenne amica della ben più popolare Thompson,  con cui condivise uno studio. Le due giovani donne lavorarono diligentemente nel loro studio per perfezionare le loro abilità. A questo punto le fu permesso di disegnare figure umane, inizialmente da calchi in gesso e poi da modelle vestite con costumi storici o ornamentali, abilità che applicò durante le estati a Rolleston. Tuttavia non era in grado di dominare completamente l'anatomia umana; frustrata dal fatto che le modelle nude non fossero ammesse nelle classi femminili, si iscrisse alle lezioni notturne della Heatherley School of Fine Art dove incontrò Edward Burne-Jones, Edward Poynter e Walter Crane.

Nel 1871 si iscrisse alla Slade School of Fine Art, dove Poynter era capo maestro. Determinato a staccarsi dal rigido curriculum di Henry Cole, esortò gli studenti a diventare più espressivi e creativi, concetti estranei a Greenaway i cui lunghi primi anni di formazione consistevano esclusivamente nella copia e nel lavoro con disegni geometrici.
Mentre era ancora studente, Greenaway ricevette commissioni per le illustrazioni di libri per bambini. La prima arrivò nel 1867 per un frontespizio per Infant Amusements, aprendo la strada alla specializzazione nei libri per bambini. La sua reputazione si basava sui premi che aveva vinto durante il completamento dei corsi d'arte nazionali e sostenuta da prime mostre. Espose una serie di acquerelli fatati nel 1868, che vendette a W.J. Loftie, editore di People's Magazine. Li mise in versi e li stampò sulla sua rivista. Un anno dopo Frederick Warne & Co. acquistò sei illustrazioni per un'edizione de Le fate di Perrault, stampato da Joseph Martin Kronheim. Nel 1871 Gall & Inglis pubblicarono un'edizione delle fiabe di Madame d'Aulnoy, da lei illustrata.
Era consapevole del fatto che il lavoro che produceva fosse eccessivamente sfacciato, in parte perché mancava di conoscenza tecnica del processo di cromoxylografia. Per comprendere meglio il processo del colore, visitò spesso la National Gallery, dove studiò maestri come Jan van Eyck, il cui ritratto di Arnolfini le piaceva particolarmente. A quel tempo ottenne l'accesso alla sala dei manoscritti del British Museum, dove studiò manoscritti miniati.

## Carriera
Il nuovo, popolare e redditizio mercato delle carte coincise con la fine della formazione formale di Greenaway. Le cartoline d'auguri apparvero per la prima volta nel 1840 e nel 1860 il mercato esplose. Il produttore di carte Marcus Ward & Co. assunse Greenaway nel 1871 come libero professionista. Con la sua reputazione per il lavoro di qualità, l'azienda di Belfast fu una delle principali stampanti di carte dell'era vittoriana. I suoi disegni furono molto popolari e riguardo al suo lavoro fu detto che «il suo talento speciale era nella direzione di figure in costume e colori delicati».

## Under the Window
Il suo primo libro, Under the Window (1879), una raccolta di versi semplici e perfettamente idilliaci sui bambini, fu un bestseller.

## Ultimi anni e la morte

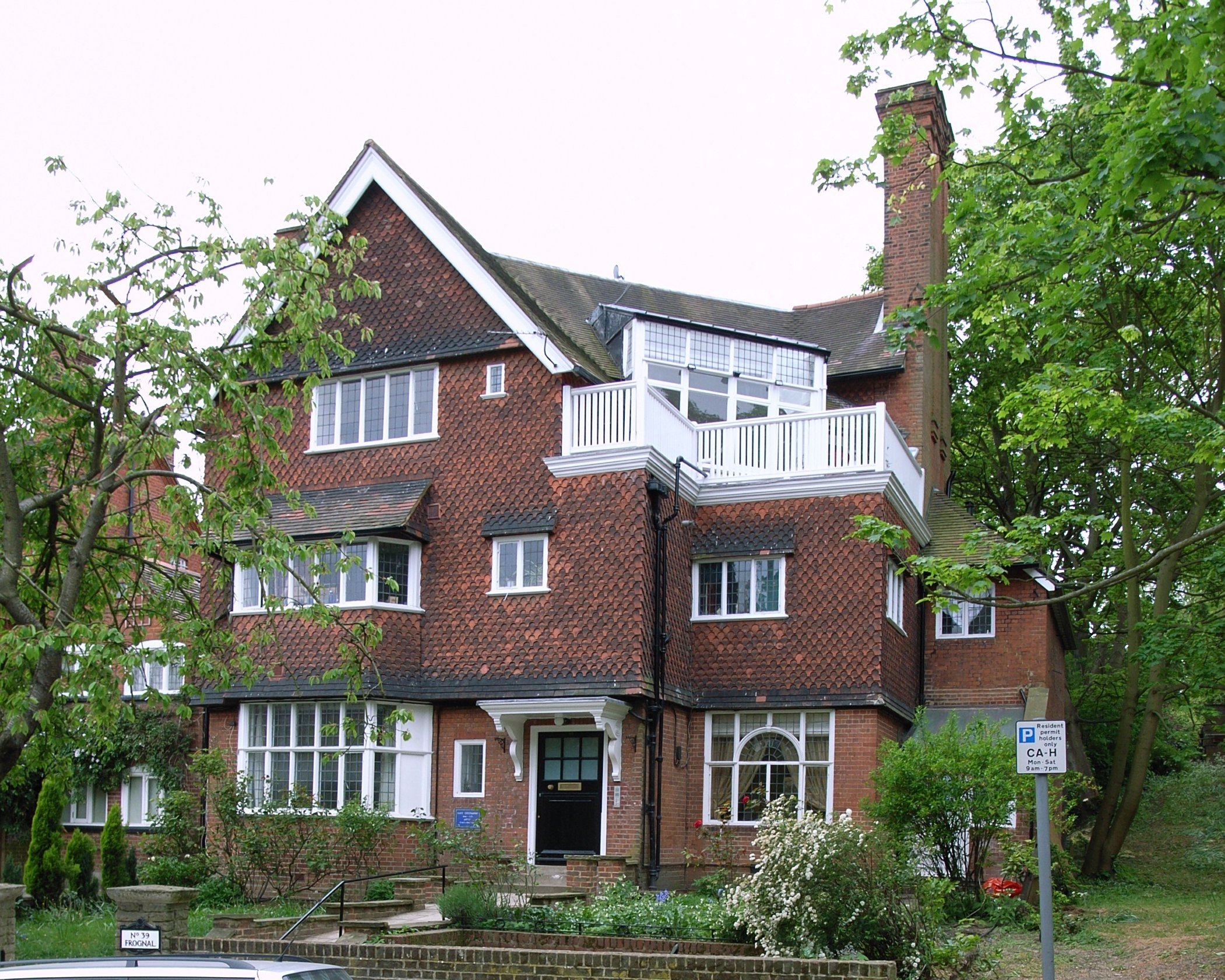
La casa di Frognal costruita per Kate Greenaway da Richard Norman Shaw.

Nel 1880 i disegnatori più popolari di libretti erano Greenaway, insieme a Crane e Aubrey Beardsley. Il loro lavoro esponeva intricati elementi in stile art nouveau con vitigni fluenti e motivi floreali.
Greenaway fu eletta membro del Royal Institute of Painters in Water Colors nel 1889. Espose i suoi lavori al Museo della scienza e dell'industria di Chicago e alla Fiera Colombiana del 1893 a Chicago. Visse in una casa in stile Arts and Crafts che aveva commissionato a Richard Norman Shaw a Frognal, presso Londra, sebbene trascorresse le estati a Rolleston.
Greenaway morì di cancro al seno nel 1901, all'età di 55 anni. È sepolta nel cimitero di Hampstead, a Londra.

## Stile
I dipinti di Greenaway furono riprodotti tramite cromoxilografia, con la quale i colori furono stampati da blocchi di legno incisi a mano dalla ditta di Edmund Evans. Tra il 1880 e il 1890, i suoi unici rivali in popolarità nell'illustrazione di libri per bambini furono Walter Crane e Randolph Caldecott.
I bambini disegnati da Greenaway erano vestiti con le sue versioni della fine del XVIII secolo e le mode di Regency: camici e completi da scheletro per ragazzi, grembiuli a vita alta e abiti con cuffie e cappelli di paglia per ragazze. L'influenza dei vestiti per bambini nei ritratti del pittore britannico John Hoppner potrebbe averle dato qualche ispirazione. Liberty of London ha adattato i disegni di Kate Greenaway come disegni per veri e propri abiti per bambini. Un'intera generazione di madri nei circoli britannici "artistici" di mentalità liberale che si chiamavano The Souls e abbracciavano il movimento dell'Arts and Crafts vestivano le loro figlie in pantaloncini e cappellini alla Kate Greenaway negli anni 1880 e 1890. Lo stile era spesso usato dal pittore Maude Goodman nelle sue raffigurazioni di bambini.

## Eredità
La Kate Greenaway Medal, istituita in suo onore nel 1955, viene assegnata ogni anno dal Chartered Institute of Library and Information Professionals nel Regno Unito a un illustratore di libri per bambini.

## Libri illustrati
- Kingston, William, Infant Amusements, or How to Make a Nursery Happy, 1867.
- Aulnoy, Marie, Madame D'Aulnoy's Fairy Tales, 9 v., Gall and Inglis, 1871.
- Aunt Louisa's London Toy Books: Diamonds and Toads, Warne, 1871.
- Jeune, Margaret S., My School Days in Paris, London, Griffith and Farran, 1871.
- Knox, Kathleen, Fairy Gifts; or, A Wallet of Wonders, Griffith & Farran, 1874.
- Aunt Cae, The Children of the Parsonage, Griffith & Farran, 1874.
- Mulholland, Rosa, Puck and Blossom, Marcus Ward, 1874.
- Hill, Miranda, The Fairy Spinner, Marcus Ward, 1874.
- Jerrold, Alice, A Cruise in the Acorn, London, Marcus Ward, 1875.
- Clark, Mary Senior, Turnaside Cottage, London, Marcus Ward, 1875.
- Potter, Frederick Scarlett, Melcomb Manor: A Family Chronicle, London, Marcus Ward, 1875.
- Children’s Songs, London, Marcus Ward, c. 1875.
- Knox, Kathleen, Seven Birthdays; or, The Children of Fortune, Griffith & Farran, 1875.
- 'Quiver of Love, a Collection of Valentines' (with Walter Crane), Marcus Ward, 1876.
- LaBlanche, Fanny, Starlight Stories Told to Bright Eyes and Listening Ears, Griffith & Farran, 1877.
- Russell, Rutherford, Tom Seven Years Old, London, Marcus Ward, 1877.
- Hunt, Mrs. Bonavia, Poor Nelly, London, Cassell, Petter, Gilpin, 1878.
- Campbell, Lady Colin, Topo: A Tale About English Children in Italy, Marcus Ward, 1878.
- Yonge, Charlotte Mary, Heartsease; or The Brother’s Wife, Macmillan, 1879.
- Yonge, Charlotte Mary, The Heir of Redclyffe, Macmillan, 1879.
- Pollock, Walter Herries, Amateur Theatricals, London, Macmillan, 1879.
- Toyland, Trot’s Journey and Other Poems and Stories, New York, R. Worthington, c. 1879
- Weatherly, George, The “Little Folks” Painting Book, Cassell, Petter, Gilpin, 1879.
- Weatherly, George, The “Little Folks” Nature Painting Book, Cassell, Petter, Gilpin 1879.
- A Favorite Album of Fun and Fancy, London, Cassell, Petter, Gilpin, c. 1879.
- Haile, Ellen, Three Brown Boys and Other Happy Children, New York, Cassell & Co., c. 1879.
- Haile, Ellen, The Two Gray Girls and Their Opposite Neighbours, New York, Cassell & Co., c. 1879.
- Under the Window, London, George Routledge, 1879. Engraved and colour printed by Edmund Evans.
- Barker, Mrs. Sale, Kate Greenaway's Birthday Book, London, George Routledge, 1880. Engraved and colour printed by Edmund Evans.
- Freddie’s Letter: Stories For Little People, London, Routledge, 1880.
- The Old Farm Gate, London, George Routledge, c. 1880.
- Lang, Andrew, The Library, London, Macmillan and Company, 1881.
- Locker, Frederick, London Lyrics, London, Macmillan and Company, 1881.
- Mother Goose; or, The Old Nursery Rhymes, London, Routledge, 1881. Engraved and colour printed by Edmund Evans.
- Foster, Myles Burkett, A Day in a Child’s Life, London, Routledge, 1882. Engraved and colour printed by Edmund Evans.
- Ranking, Montgomerie and Tully, Thomas K., Flowers and Fancies; Valentines Ancient and Modern, Marcus Ward, 1882.
- Weatherly, F. E., The Illustrated Children’s Birthday Book (with others), London, W. Mack, 1882.
- Taylor, Ann and Jane, Little Ann and Other Poems, London, Routledge, 1883. Engraved and colour printed by Edmund Evans.
- Zimmern, Helen, Tales from the Edda, London, Sonnenschein, 1883.
- Language of Flowers, London, Routledge, 1884. Engraved and colour printed by Edmund Evans.
- A Painting Book By Kate Greenaway, London, George Routledge, 1884. Engraved and colour printed by Edmund Evans.
- Ellice, Robert, compiler, Songs for the Nursery: A Collection of Children’s Poems, Old and New, W. Mack, 1884.
- Kate Greenaway’s Christmas Carols, London: George Routledge, c. 1884.
- Kate Greenaway's Alphabet, London, Routledge, 1885. Engraved and colour printed by Edmund Evans.
- Kate Greenaway's Album, London, Routledge, c. 1885. Engraved and colour printed by Edmund Evans. (only eight copies were printed)
- Marigold Garden: Pictures and Rhymes, London, Routledge, 1885. Engraved and colour printed by Edmund Evans.
- Mavor, William, English Spelling Book, London, Routledge, 1885. Engraved and colour printed by Edmund Evans.
- Ruskin, John, editor, Dame Wiggins of Lee and Her Seven Wonderful Cats, London, George Allen, 1885.
- A Apple Pie: An Old-Fashioned Alphabet Book, London, Routledge, 1886. Engraved and colour printed by Edmund Evans.
- Harte, Bret, The Queen of the Pirate Isle, Chatto & Windus, 1886. Engraved and colour printed by Edmund Evans.
- Baby's Birthday Book, London, Marcus Ward, 1886.
- Allingham, William, Rhymes for the Young Folk, Cassell and Co., 1887. Engraved and colour printed by Edmund Evans.
- Queen Victoria's Jubilee Garland, London, George Routledge, 1887. Engraved and colour printed by Edmund Evans.
- Browning, Robert, The Pied Piper of Hamelin, London, Routledge, 1888. Engraved and colour printed by Edmund Evans.
- Around the House, New York, Worthington, 1888.
- Kate Greenaway's Book of Games, London, Routledge, 1889. Engraved and colour printed by Edmund Evans.
- Cresswell, Beatrice F., The Royal Progress of King Pepito, London, Society for Promoting Christian Knowledge, 1889. Engraved and colour printed by Edmund Evans.
- Arnim, Mary Annette, The April Baby's Book of Tunes, London and New York, Macmillan, 1900. The first use of colour-lithography on any of Kate’s Books.
- Spielmann, Mabel H., Littledom Castle and Other Tales (with others), London, George Routledge, 1903.
- Dobson, Austin, De Libris Prose and Verse (with others), London, Macmillan, 1908, 1911.
- Almanack, London, Routledge,1883–1895. Engraved and colour printed by Edmund Evans.

## Galleria d'immagini

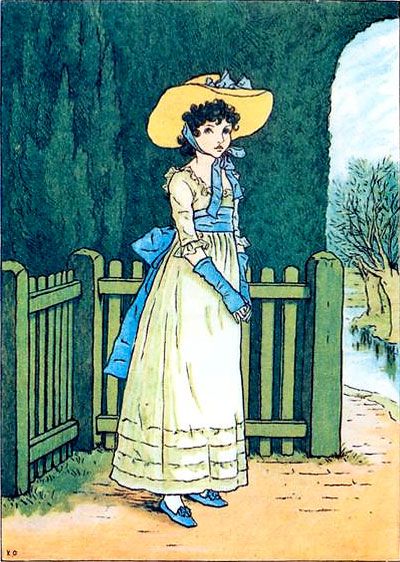
Marigold Garden.
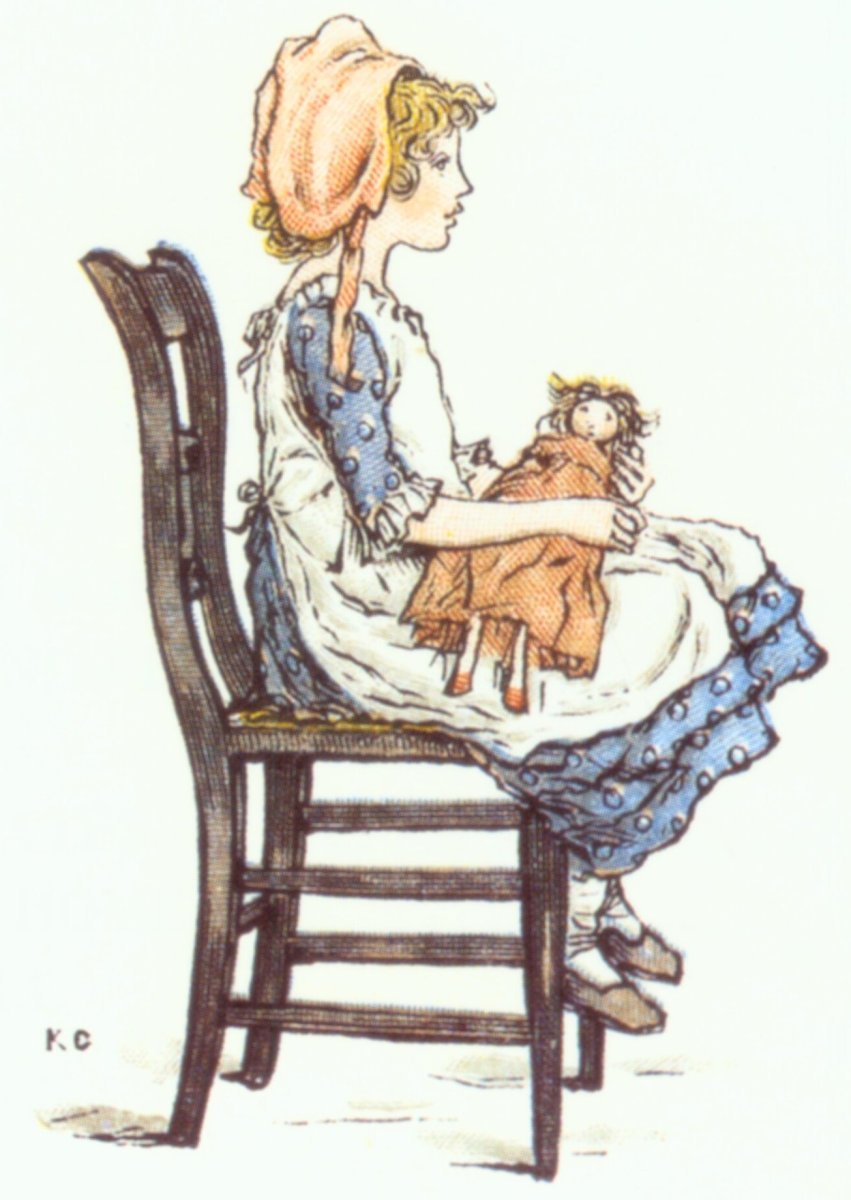
Polly de La regina dell'Isola dei pirati di Bret Harte.
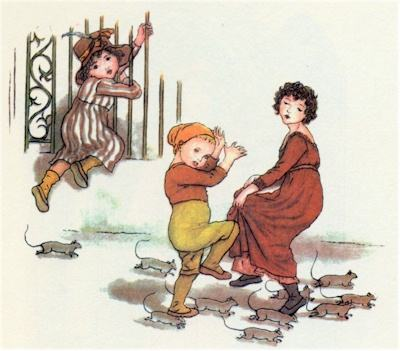
Rats of Hamelin.
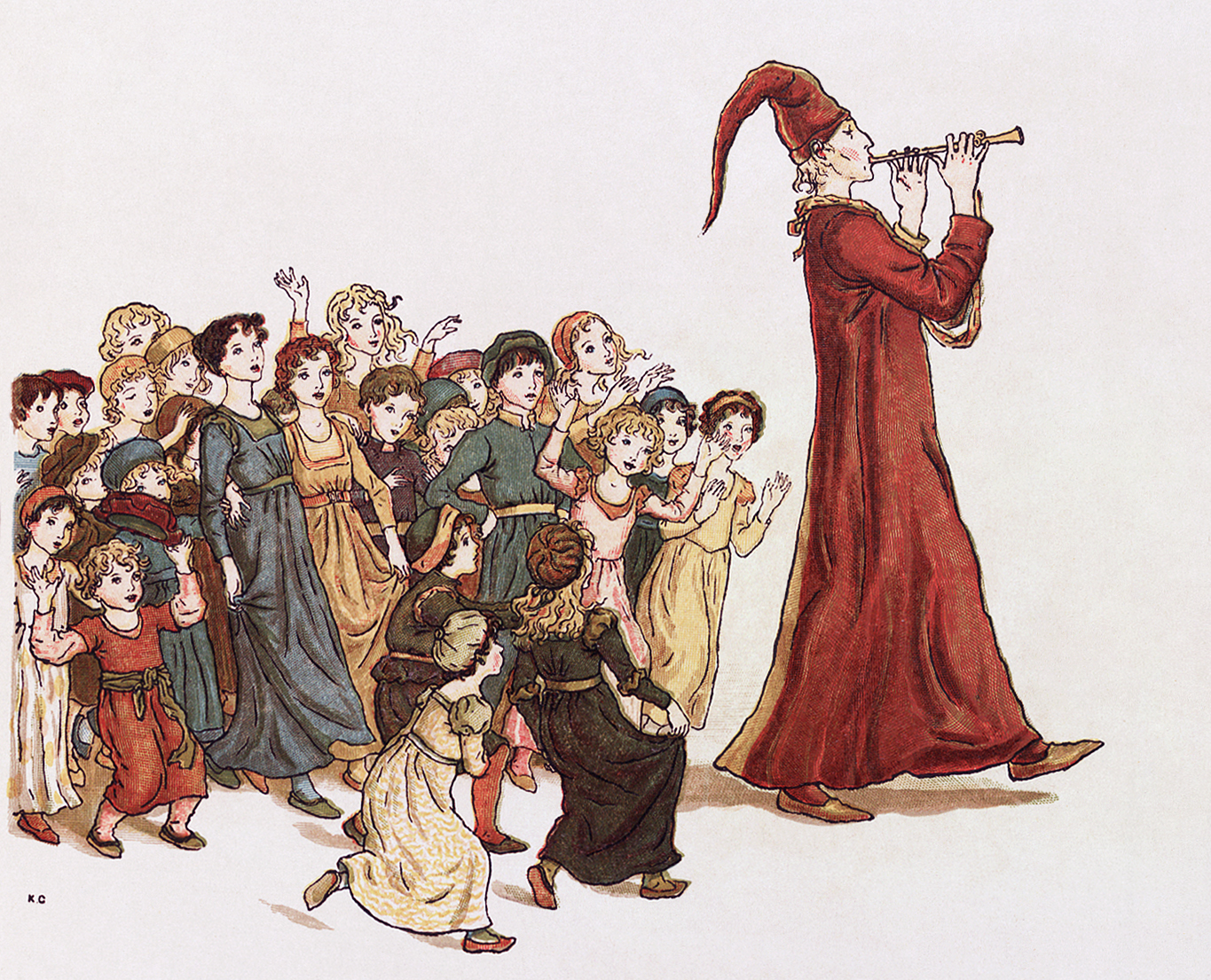
Illustrazione de Il pifferaio di Hamelin. Incisione di Edmund Evans.
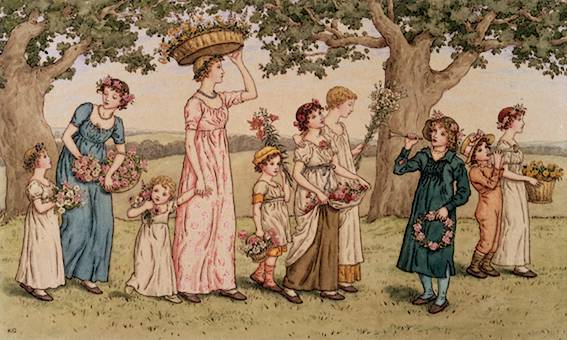
May Day.
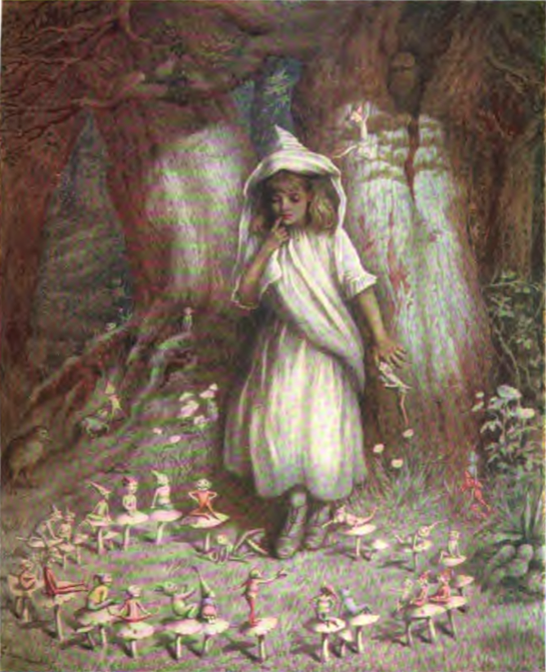
The Elf Ring.
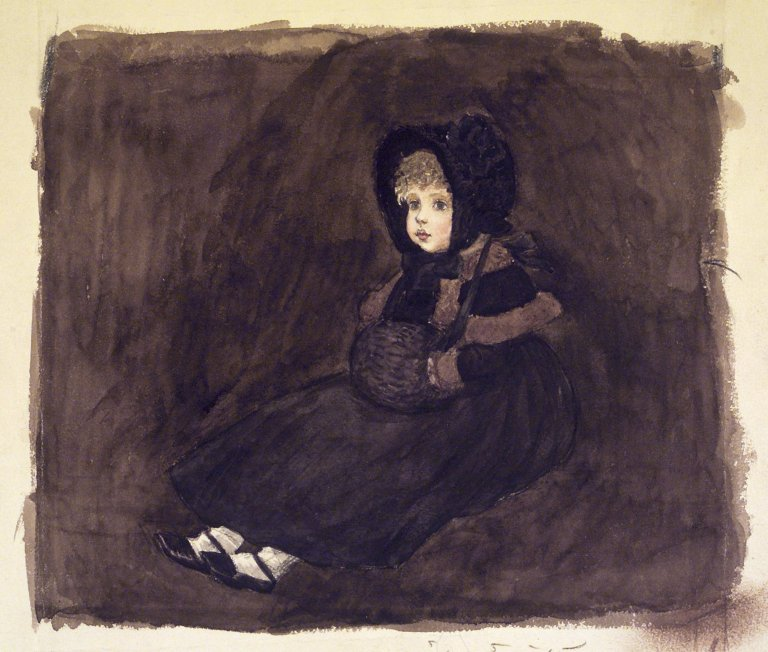
A Little Girl in a Muff.
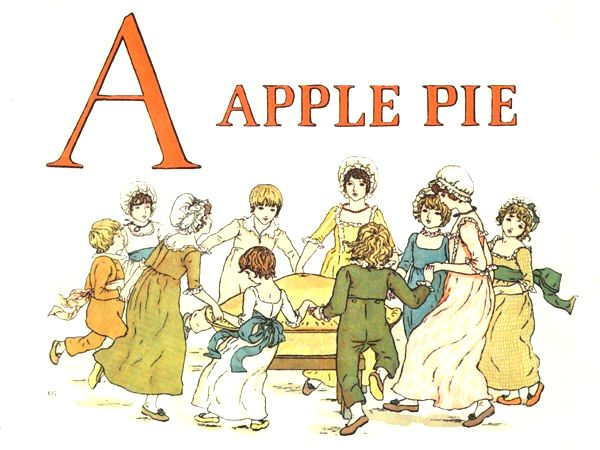
A apple pie: An Old-Fashioned Alphabet Book.
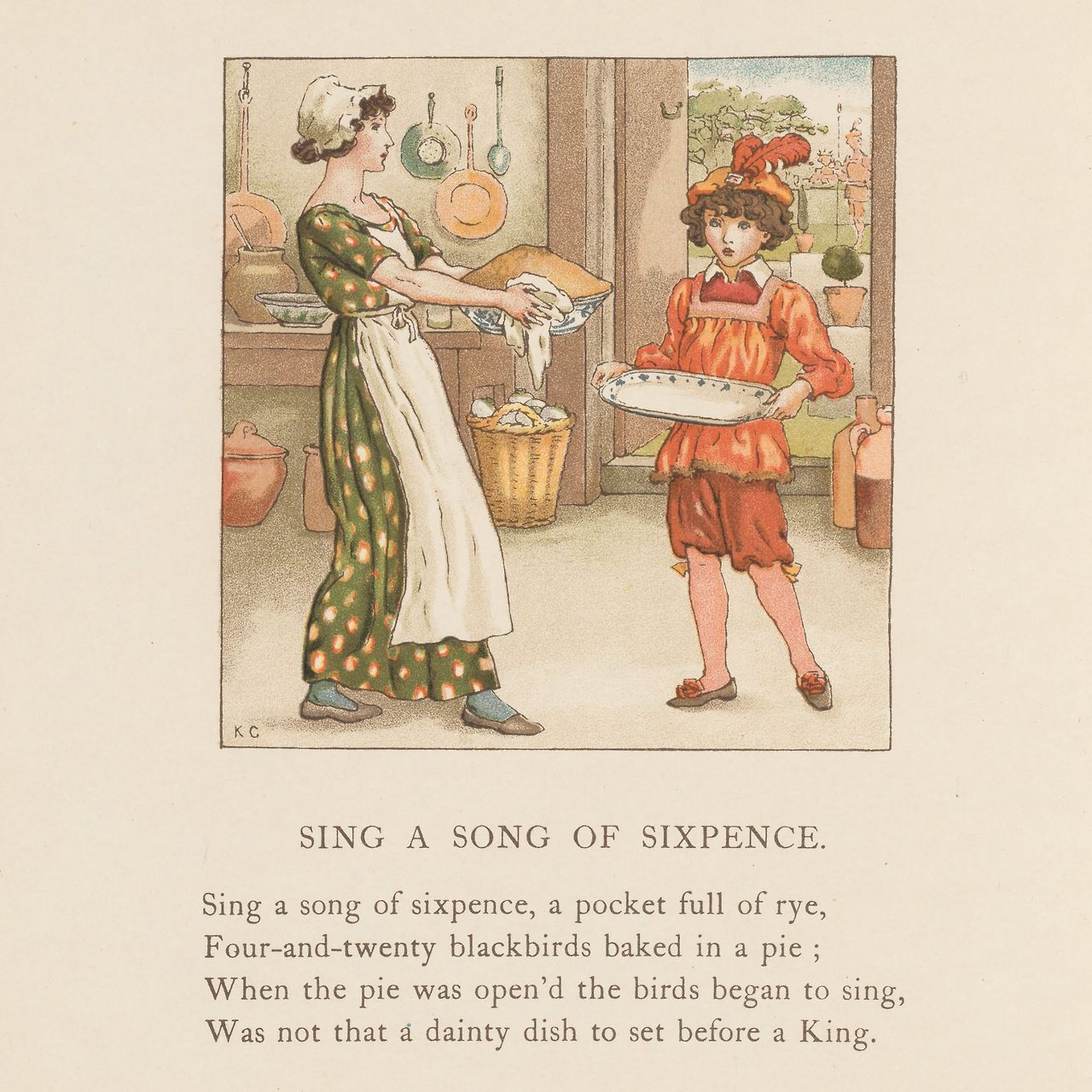
April Baby's Book of Tunes (1900) di Elizabeth von Arnim.